# Miansarvan-e Zardalan
Miansarvan-e Zardalan (în persană ميان سراوان زردلان, romanizat și ca Mīānsarvān-e Zardalān; cunoscut și sub numele de Mīān Sarāvān și Mīānsarvān) este un sat din Districtul rural Sar Firuzabad, Districtul Firuzabad, Shahrestānului Kermanshah, provincia Kermanshah, Iran. La recensământul din 2006, populația sa era de 119 de locuitori, în 26 de familii.